# De Havilland DH.88 Comet

El De Havilland DH.88 Comet fue un avión bimotor y biplaza británico construido por la De Havilland Aircraft Company. Fue desarrollado específicamente para participar en la Carrera Aérea MacRobertson Inglaterra-Australia de 1934, desde el Reino Unido hasta Australia.
El desarrollo del Comet fue visto como un proyecto de prestigio y una entrada en el uso de técnicas modernas. Fue diseñado para cubrir los requisitos específicos de la carrera. Fue el primer avión británico en incorporar en una sola estructura todos los elementos de los aviones modernos de alta velocidad: construcción de revestimiento sujeto a esfuerzos, superficies de vuelo de monoplano en voladizo, tren de aterrizaje retráctil, flaps de aterrizaje, hélices de paso variable y una cabina cerrada.
Se produjeron tres Comet para la carrera, todos para propietarios privados, al precio rebajado de 5000 libras por avión. El avión tuvo un proceso de desarrollo rápido, realizando su vuelo inaugural sólo seis semanas antes de la carrera. El Comet G-ACSS Grosvenor House finalmente ganó la carrera. Después de la carrera se construyeron otros dos Comet. Los Comet establecieron numerosos récords de aviación, tanto durante la carrera como después, y también participaron en otras carreras. Tres de ellos fueron comprados y evaluados por gobiernos nacionales, generalmente como aviones postales. Dos Comet, G-ACSS y G-ACSP, sobrevivieron y también se construyeron varias réplicas a escala real.

## Diseño y desarrollo

### Antecedentes: La Gran Carrera Aérea
Durante 1933 se estaba planificando la MacRobertson Air Race, un vuelo de varias etapas desde el Reino Unido hasta Australia, para octubre de 1934, para celebrar el centenario del estado australiano de Victoria. Patrocinada por Macpherson Robertson, un fabricante australiano de confitería, la carrera se realizaría en avión por etapas desde Inglaterra hasta Melbourne.
La nueva generación de aviones monoplano que se estaban desarrollando en Estados Unidos no tenía rival en Gran Bretaña en ese momento, por lo que Geoffrey de Havilland, un pionero de la aviación británica y fundador de la empresa de construcción de aviones De Havilland, estaba decidido a que, en aras del prestigio nacional, Gran Bretaña debía presentar un competidor serio. Aunque la junta directiva de la empresa reconoció que no habría perspectivas de recuperar la inversión total en la producción de una máquina de ese tipo, creían que el proyecto mejoraría el prestigio de la empresa y que también proporcionaría experiencia en el desarrollo de monoplanos rápidos.
Por lo tanto, anunciaron en enero de 1934 que, si se podían obtener tres pedidos antes del 28 de febrero, se fabricaría un avión de carreras especializado que pudiera alcanzar una velocidad garantizada de 320 km/h que se llamaría Comet y que se vendería por 5000 libras cada uno. Se estimó que este precio era la mitad del coste de fabricación. Se recibieron tres pedidos antes de la fecha límite: uno de Jim Mollison, para ser volado por él y su esposa Amy (más conocida como Amy Johnson), uno de Arthur Edwards, propietario y gerente de un hotel, y el último, del corredor de autos Bernard Rubin.

### Fase de diseño

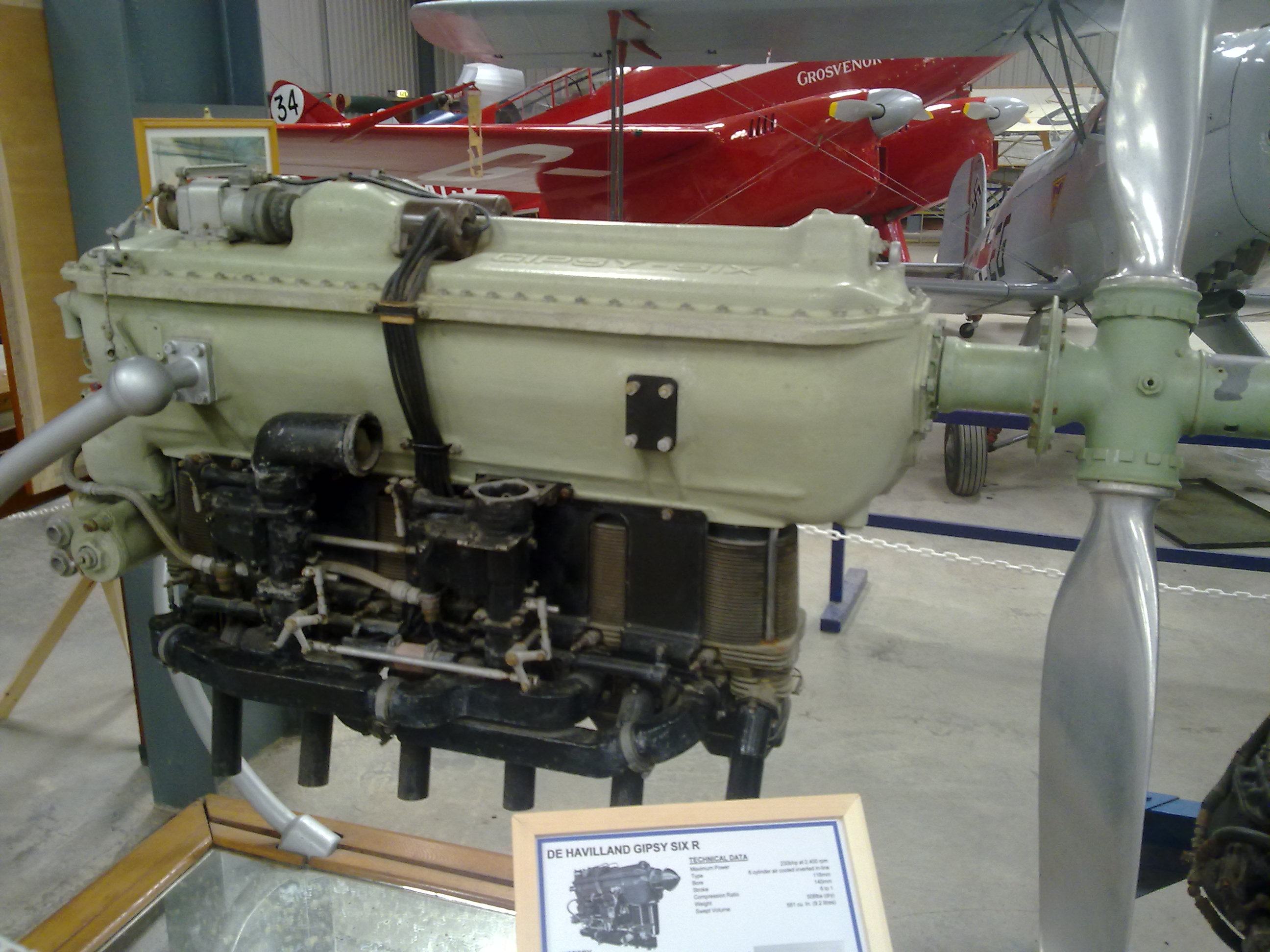
Conservado en la Colección Shuttleworth, uno de los motores Gipsy Six R originales tuneados para carreras que se instalaron en el avión ganador DH.88 Comet Grosvenor House.

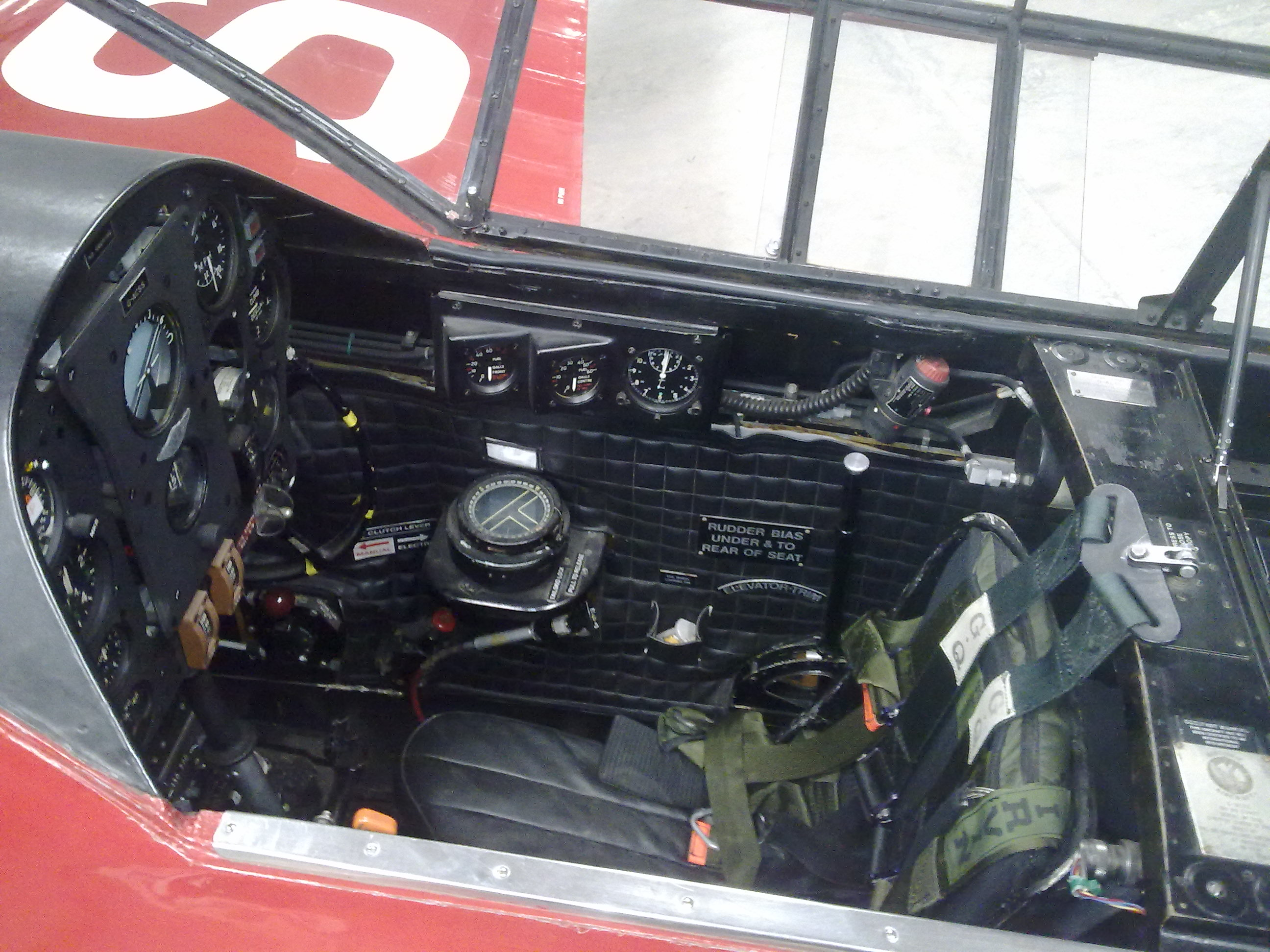
Cabina del G-ACSS Grosvenor House (2010). Difiere considerablemente del estado original.

Aunque fue diseñado teniendo en cuenta los requisitos de la carrera MacRobertson, debido a sus requisitos inusuales, el Comet no se ajustaba a las especificaciones técnicas estándar para un avión de carreras; sin embargo, fue clasificado como "Especial, subdivisión (f), Carreras o Récord". De Havilland prestó especial atención a la autonomía ininterrumpida necesaria para las largas etapas oficiales. Inicialmente se pretendía producir un desarrollo bimotor biplaza del monoplano experimental DH.71. Sin embargo, habría tenido un rendimiento inadecuado, por lo que el diseñador, A.E. Hagg, recurrió a un diseño más innovador. Se trataba de un monoplano en voladizo con cabina cerrada, tren de aterrizaje retráctil y flaps. Para lograr un despegue a una velocidad razonable con un peso total elevado y una velocidad de crucero satisfactoria, sería necesario instalarle hélices de paso variable.
El diseño resultante tenía un ala baja, trapezoidal y de alta relación de aspecto, y estaba propulsado por dos motores Gipsy Six R, una versión especialmente preparada del nuevo Gipsy Six. El avión fue construido casi en su totalidad en madera, limitándose el uso de metal a componentes de alto estrés, como los soportes del motor y el tren de aterrizaje, y a carenados curvos complejos como las capotas del motor y los carenados de la raíz del ala. Las piezas de chapa metálica utilizaban una aleación ligera de magnesio y aluminio. Se instalaron flaps divididos accionados manualmente debajo de las secciones traseras internas del ala y del fuselaje inferior, mientras que los alerones Frise estaban compensados por masa mediante tiras de plomo colocadas dentro de los bordes de ataque de los alerones. Tanto el timón como los elevadores instalados en la cola convencional tenían compensadores de masa de superficie. Para validar el diseño del ala, se construyó un modelo a media escala y se probó hasta su destrucción. La piel exterior se trató mediante un proceso de pintura y frotado repetitivo y que requiere mucho tiempo para producir una superficie sumamente suave que redujera la fricción del aire y aumentara la velocidad general.
La eficiencia aerodinámica fue una prioridad de diseño y por ello se decidió utilizar un ala delgada de perfil RAF34. Este no era lo suficientemente grueso como para contener largueros de suficiente capacidad para soportar las cargas de vuelo, por lo que el revestimiento del ala tuvo que soportar la mayor parte de la carga en una construcción de "recubrimiento estresado". Sin embargo, las complejas curvas requeridas para la eficiencia aerodinámica no se podían fabricar utilizando contrachapado. Hagg, que también tenía experiencia como arquitecto naval, adaptó una técnica de construcción previamente utilizada para construir botes salvavidas. La mayor parte del ala se cubrió con dos capas de tablazón de abeto de 51 mm de ancho colocados en diagonal a lo largo del ala, con la capa exterior dispuesta transversalmente sobre la interior. Estas tiras variaban en espesor según las cargas que soportaban, reduciéndose a lo largo de la envergadura del ala de 13 mm en la raíz a 3,6 mm hacia la punta. Se construyó como un conjunto único alrededor de tres largueros de caja situados a los 21, 40 y 65 por ciento de la cuerda: había un refuerzo intermedio de abeto entre cada par de largueros para evitar el pandeo. Las costillas estaban hechas de madera de abedul y abeto. Los 1,8 m externos fueron revestidos con distintos espesores de madera contrachapada debido a la dificultad de mecanizar tablones de abeto a un espesor inferior a 0,07 pulgadas. El borde de ataque, por delante del larguero delantero, también estaba recubierto de madera. La sección central se reforzó con dos capas adicionales de abeto de 1,8 mm. Este método de construcción había sido posible sólo gracias al reciente desarrollo de resinas adhesivas sintéticas de alta resistencia y su éxito cogió por sorpresa a muchos en la industria.
El fuselaje se construyó principalmente con contrachapado sobre larguerillos de abeto, mientras que la sección delantera superior e inferior se construyeron con tablones de abeto para lograr las curvas compuestas necesarias. Al igual que con el ala, la resistencia de la estructura dependía del recubrimiento. El combustible se transportaba en tres depósitos del fuselaje; los dos principales estaban en el morro y en la sección central, por delante de la cabina. Un tercer depósito auxiliar, con sólo 20 galones de capacidad, fue colocado inmediatamente detrás de la cabina y podía usarse para ajustar el nivel del avión. El piloto y el navegante estaban sentados en tándem en una cabina situada detrás del ala. Aunque se instalaron controles de vuelo duales, sólo la posición delantera tenía un conjunto completo de instrumentos de vuelo. El miembro trasero de la tripulación también podía ver muchos de los instrumentos del piloto al girar el cuello hacia los lados mientras estaba sentado. La cabina estaba situada baja para reducir la resistencia y la visibilidad hacia adelante era muy pobre. Los motores eran versiones mejoradas del nuevo Gipsy Six de De Havilland, ajustado para carreras con un rendimiento óptimo y una relación de compresión más alta, y con un área frontal reducida; el avión podía mantener una altitud de hasta 1200 m con un motor. El tren de aterrizaje principal se retraía hacia atrás dentro de las góndolas motoras y se operaba manualmente, requiriendo 14 vueltas de un gran volante ubicado en el lado derecho de la cabina.
El desafiante cronograma de producción significó que las pruebas de vuelo del DH.88 comenzaron sólo seis semanas antes del inicio de la carrera. Inicialmente se instalaron hélices de paso variable hidromáticas Hamilton-Standard. Durante las pruebas, se descubrió que las raíces de las palas de la hélice interferían de manera inaceptable con el flujo de aire hacia el motor. En su lugar se utilizó un modelo Ratier francés de dos posiciones accionado neumáticamente. Sus palas se ajustaban manualmente a paso fino antes del despegue usando una bomba de bicicleta, y en vuelo se reposicionaban automáticamente a paso grueso (alta velocidad) a través de un sensor de presión. Un inconveniente era que las hélices no podían restablecerse al paso fino excepto en el suelo. Otros cambios incluyeron la instalación de una gran luz de aterrizaje en el morro y un perfil de cabina más alto para darle al piloto una visibilidad ligeramente mejorada.

## Historia operacional

### Carrera MacRobertson
Los tres Comet se alinearon para el inicio de la carrera en Mildenhall, un aeródromo recién creado en Suffolk que pronto sería entregado a la RAF. El G-ACSP estaba pintado de negro y se llamaba Black Magic, el G-ACSR era verde y no tenía nombre y el G-ACSS era rojo y se llamaba Grosvenor House. Los tres aviones ocuparon su lugar entre otros 17 participantes, que iban desde los nuevos aviones de alta velocidad Douglas DC-2 y Boeing 247 hasta los viejos biplanos Fairey Fox.

#### G-ACSP Black Magic
El G-ACSP fue el único Comet volado por su propietario. Jim Mollison y su esposa Amy fueron los primeros en comenzar, despegando a las 6:30 a. m. El G-ACSP, llamado Black Magic, iba a iniciar un vuelo sin escalas hasta el primer punto de escala obligatorio en Bagdad, la única tripulación que voló este tramo sin escalas. Su siguiente parada fue en Karachi, aterrizando a las 4:53 a. m., y estableciendo un nuevo récord entre Inglaterra y la India. Hicieron dos intentos infructuosos de despegar, regresando después del primero cuando su tren de aterrizaje no logró retraerse, y después del segundo al descubrir que tenían el mapa equivocado. Finalmente salieron de Karachi a las 9:05 p. m. para Allahabad. Después de desviarse del rumbo, hicieron una parada no programada en Jabalpur para reabastecerse de combustible y determinar su posición. Como no había combustible de aviación disponible, tuvieron que utilizar gasolina para automóviles proporcionada por una empresa de autobuses local; un pistón se atascó y un conducto de aceite se rompió. Volaron hasta Allahabad con un solo motor, pero como necesitaban motores completamente nuevos, se vieron obligados a retirarse.

#### G-ACSS Grosvenor House

Grosvenor House en Martin Place, Sídney, Australia, 12 de noviembre de 1934.

Arthur Edwards bautizó así su avión Comet G-ACSS rojo en honor al Grosvenor House Hotel, del que era director general. Contrató a C.W.A. Scott y a Tom Campbell Black para volarlo en la carrera.
Tras aterrizar en Kirkuk para reabastecerse de combustible, llegaron a Bagdad después de que los Mollison se hubieran marchado, pero despegaron de nuevo tras media hora. Scott y Campbell Black se saltaron Karachi y volaron sin escalas hasta Allahabad, donde les dijeron que eran los primeros en llegar, tras haber superado a los Mollison. A pesar de una fuerte tormenta sobre el golfo de Bengala, en la que ambos pilotos tuvieron que luchar juntos con los controles, llegaron a Singapur sanos y salvos, ocho horas antes que el DC-2.
Despegaron hacia Darwin, perdiendo potencia en el motor de babor sobre el Mar de Timor, pero lograron llegar con dificultades. Mientras los mecánicos trabajaban en el motor, su diseñador, Frank Halford, vio un cartel de noticias en Inglaterra y llamó por teléfono a Darwin. Después de comentarlo, concluyó que, a pesar del indicador de advertencia, deberían poder seguir volando con potencia reducida. A pesar del revés, su ventaja ahora era inalcanzable y después de la última parada obligatoria y más trabajo de motor en Charleville, volaron para cruzar la línea de meta en el hipódromo de Flemington a las 3:33 p. m. (hora local) del 23 de octubre. Su tiempo oficial fue de 70 horas, 54 minutos y 18 segundos.

#### G-ACSR
El tercer Comet, G-ACSR, había sido pintado en verde de carreras británico por Bernard Rubin, que era un exitoso piloto de carreras. Había planeado volarlo él mismo junto con Ken Waller, pero tuvo que retirarse en el último minuto debido a problemas de salud, y en su lugar contrató a Owen Cathcart Jones para ocupar su lugar.
Al llegar a Bagdad, se pasaron de largo en la oscuridad y aterrizaron cerca de un pueblo cuando se quedaron sin combustible. Partieron con las primeras luces del alba y llegaron a Bagdad con los depósitos vacíos. Al despegar nuevamente descubrieron que tenían una grave fuga de aceite y tuvieron que regresar para repararla. En el tramo hasta Darwin surgieron más problemas, por lo que aterrizaron en Batavia, donde mecánicos de KLM, que participaban con el DC-2, les hicieron reparaciones. Fueron el cuarto avión en llegar a Melbourne, en un tiempo de 108 horas, 13 minutos y 30 segundos. Cathcart Jones y Waller recopilaron rápidamente películas de las etapas australianas de la carrera y al día siguiente partieron para llevarlas de regreso a Gran Bretaña.

### Después de la carrera

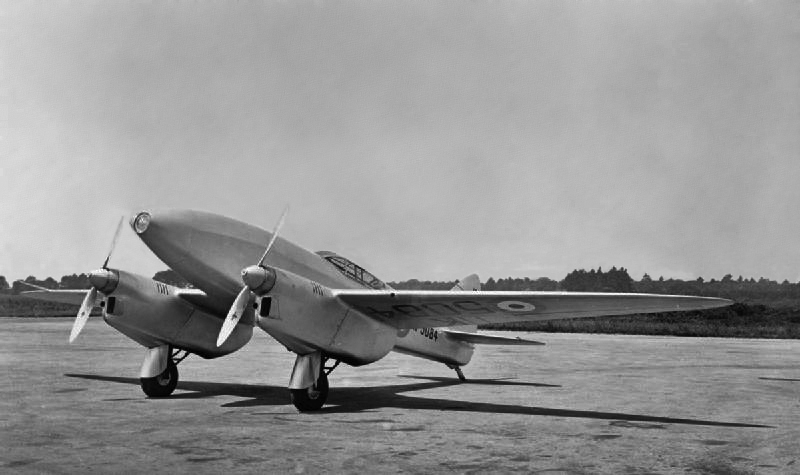
El ganador de la carrera (anteriormente G-ACSS), como K5084 con los colores de la RAF, 1936.

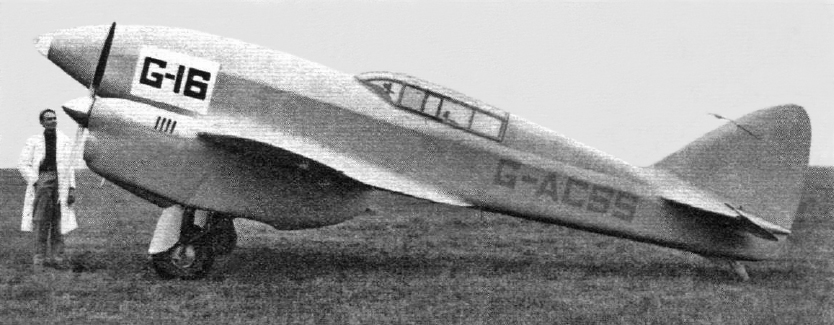
G-ACSS en una encarnación posterior como The Orphan, preparándose para una carrera aérea en 1937, foto de Flight.

El Grosvenor House fue desmontado y embarcado de regreso a Inglaterra. Posteriormente fue comprado por el Ministerio del Aire, se le dio la matrícula militar K5084, se pintó totalmente en plata con los colores de la RAF y voló hasta RAF Martlesham Heath para su evaluación por parte del Aeroplane and Armament Experimental Establishment. Realizó varios vuelos antes de ser inutilizado en un aterrizaje brusco y vendido como chatarra. Posteriormente fue vendido, reconstruido por Essex Aero y equipado con motores Gipsy Six Series II y una rueda de cola giratoria. De esta forma realizó varios intentos de carreras y récords bajo diversos nombres. Obtuvo el cuarto puesto en la carrera Istres-Damasco-París de 1937 y el 12.º en la King's Cup del mes siguiente. Más tarde, ese mismo año, redujo el récord de ida y vuelta a Ciudad del Cabo a 5 días y 17 horas. En marzo de 1938, A.E. Clouston y Victor Ricketts hicieron un viaje de ida y vuelta a Nueva Zelanda cubriendo 42 570 km en 10 días 21 horas 22 minutos.
Al día siguiente de terminar la carrera, Cathcart Jones y Waller despegaron en el G-ACSR para el viaje de regreso. Después de sufrir problemas con el motor en Allahabad, encontraron a los Mollison todavía allí y recibieron generosamente dos buenos pistones del Black Magic para permitirles continuar. Al regresar a Inglaterra habían establecido un nuevo récord de viaje de ida y vuelta de 13 días, 6 horas y 43 minutos. Ese diciembre, el G-ACSR, que pasó a llamarse Reine Astrid en honor a la reina belga, transportó el correo navideño desde Bruselas hasta Leopoldville, en el Congo Belga. Fue vendido al Gobierno francés y modificado como avión postal (F-ANPY); su vuelo de entrega estableció un récord entre Croydon-Le Bourget el 5 de julio de 1935. Posteriormente realizó los vuelos de pruebas de alta velocidad París-Casablanca y París-Argel con el nombre de Cité d'Angoulême IV. Anteriormente se creía que había sido destruido junto con el F-ANPZ, pero el F-ANPY fue visto por última vez en condiciones inservibles para volar en Étampes, Francia, en 1940.
El Black Magic fue vendido a Portugal para realizar un vuelo proyectado desde Lisboa a Río de Janeiro. Rematriculado CS-AAJ y rebautizado como Salazar, sufrió daños durante su intento de despegue desde la Base Aérea de Sintra para la travesía del Atlántico. En un vuelo de regreso posterior desde Hatfield, realizó un vuelo récord de Londres a Lisboa, estableciendo un tiempo de 5 horas y 17 minutos en julio de 1937.

### OtrosComet
Tras la adquisición del F-ANPY por parte del Gobierno francés (ver arriba), este ordenó un cuarto Comet, el F-ANPZ, con un compartimento de correo en el morro. Más tarde fue tomado bajo control de la Fuerza Aérea Francesa antes de ser destruido en un incendio de hangar en Istres, Francia, en junio de 1940.
El quinto y último Comet, matriculado G-ADEF y llamado Boomerang, fue construido para Cyril Nicholson. Fue pilotado por Tom Campbell Black y J.C. McArthur en un intento de romper el récord entre Londres y Ciudad del Cabo. Llegó a El Cairo en un tiempo récord de 11 horas y 18 minutos, pero la siguiente etapa del viaje se interrumpió debido a problemas con el aceite durante el vuelo sobre Sudán. El 21 de septiembre de 1935, Campbell Black y McArthur despegaron en el "Boomerang" desde Hatfield en otro intento de batir el récord de Ciudad del Cabo. El avión se estrelló mientras volaba sobre Sudán el 22 de septiembre de 1935 debido a problemas en las hélices y la tripulación escapó en paracaídas.

### Vuelos récord
Los De Havilland Comet establecieron muchos tiempos récord en vuelos de larga distancia durante la década de 1930, tanto en carreras como en vuelos especiales para batir récords. Algunos vuelos establecieron múltiples récords punto a punto.
| Fecha                      | Avión  | Tripulación                         | Ruta                            | Distancia   | Tiempo             | Notas                                                     |
| -------------------------- | ------ | ----------------------------------- | ------------------------------- | ----------- | ------------------ | --------------------------------------------------------- |
| 20-21 de octubre de 1934   | G-ACSP | Jim Mollison y Amy Mollison         | Inglaterra–Karachi              |             |                    | Durante la carrera MacRobertson                           |
| 20-23 de octubre de 1934   | G-ACSS | C. W. A. Scott y Tom Campbell Black | Inglaterra–Australia            | 17 702,7 km | 70 h 55 min        | Ganador de la carrera MacRobertson                        |
| 20 oct-2 nov de 1934       | G-ACSR | Owen Cathcart Jones y Ken Waller    | Inglaterra–Australia–Inglaterra | 35 405,5 km | 13 días 6 h 43 min | Primera etapa de la carrera MacRobertson                  |
| 20 de diciembre de 1934    | G-ACSR | Ken Waller y Maurice Franchhomme    | Bruselas–Congo Belga–Bruselas   | 1419,4 km   | 44 h 40 min        | Récords intermedios establecidos en la ruta               |
| 26 de febrero de 1935      | CS-AAJ | Carlos Bleck y Costa Macedo         | Londres–Lisboa                  | 1625,4 km   | 6 h 30 min         | [ 30 ]                                                    |
| 11 de abril de 1935        | F-ANPY | Hugh Buckingham y Martin Sharp      | Croydon–Le Bourget              | 329,9 km    | 56 min             | Bautizado como Cité d'Angoulême IV                        |
| 5 de julio de 1935         | F-ANPZ | Hubert Broad                        | Croydon–Le Bourget              | 329,9 km    | 50 min             | [ 30 ]                                                    |
| 1-2 de agosto de 1935      | F-ANPY | Jean Mermoz y Léo Gimié             | París–Casablanca–Dakar          | 4811,9 km   | 15 h 41 min        | Más rápido a la vuelta                                    |
| Septiembre de 1935         | F-ANPY | Jean Mermoz y Léo Gimié             | París–Argel                     |             | 8 h 38 min         | [ 30 ]                                                    |
| Julio de 1937              | CS-AAJ | Costa Macedo                        | Londres–Lisboa                  | 1625,4 km   | 5 h 27 min         | Batiendo su anterior récord                               |
| 14-16 de noviembre de 1937 | G-ACSS | A.E. Clouston y Betty Kirby-Green   | Londres–Ciudad del Cabo         | 11 587,2 km | 45 h 2 min         | Bautizado como The Burberry                               |
| 18-20 de noviembre de 1937 | G-ACSS | A.E. Clouston y Betty Kirby-Green   | Ciudad del Cabo–Londres         | 11 587,2 km | 57 h 23 min        | Viaje de regreso                                          |
| 15-20 de marzo de 1938     | G-ACSS | A.E. Clouston y Victor Ricketts     | Londres–Nueva Zelanda           | 21 209,5 km | 104 h 20 min       | Bautizado como Australian Anniversary                     |
| 20-26 de marzo de 1938     | G-ACSS | A.E. Clouston y Victor Ricketts     | Nueva Zelanda–Londres           | 21 209,5 km | 140 h 12 min       | Etapa de regreso, completando la primera circunnavegación |

## Operadores
Francia
- Armée de l'air

 Portugal
- Gobierno portugués

 Reino Unido
- Ministerio del Aire (para evaluación)
- Shuttleworth Collection

## Supervivientes

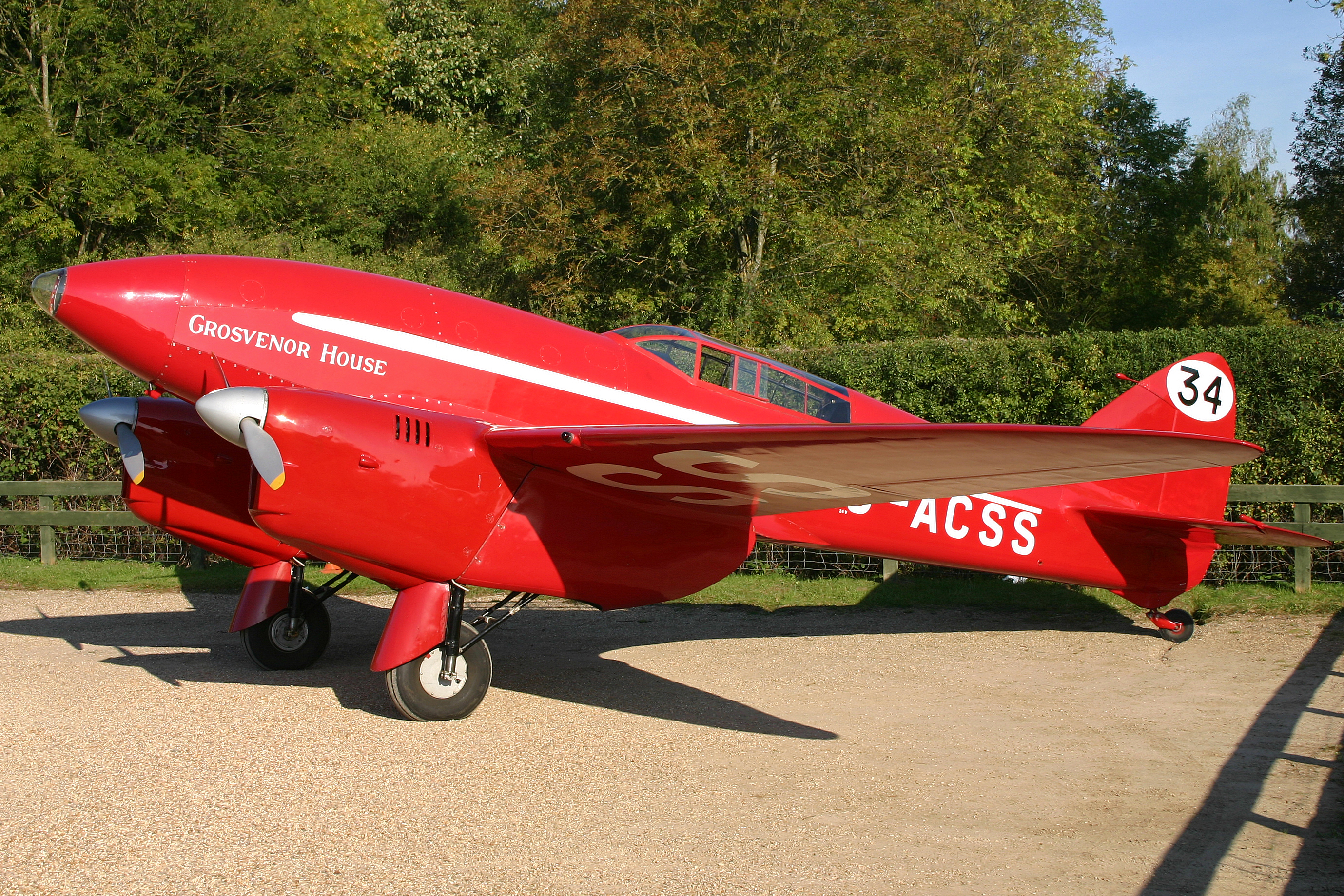
G-ACSS Grosvenor House en 2011.

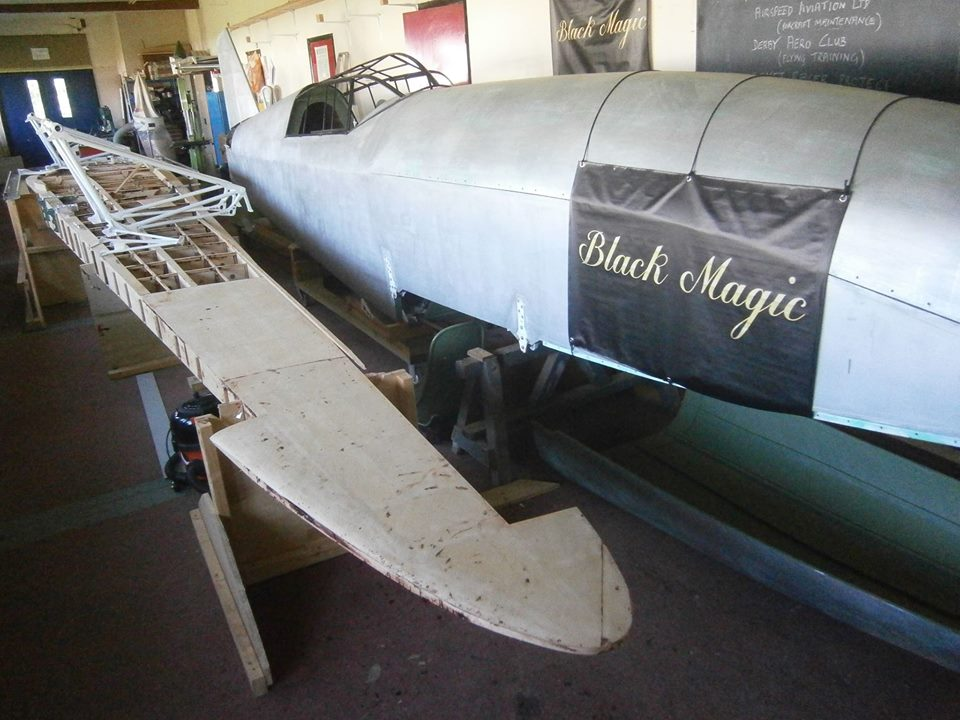
G-ACSP Black Magic, en restauración en 2016.

El G-ACSS fue requisado nuevamente por la RAF en 1943, pero pronto pasó a manos de De Havilland. Restaurado para su exhibición estática como Grosvenor House, se exhibió en el Festival de Gran Bretaña de 1951. La Colección Shuttleworth en Old Warden lo adquirió en 1965 y luego, en 1972, lo volvió a matricular con su identidad original para restaurarlo a condiciones de vuelo, lo que finalmente se logró en 1987. Se considera "uno de los aviones británicos más importantes que aún vuelan".
El CS-AAJ Salazar fue redescubierto en Portugal después de estar perdido durante más de 40 años. Fue devuelto al Reino Unido y matriculado nuevamente como G-ACSP. En 2020, la restauración continuaba a cargo del Comet Racer Project Group en el Amy Johnson Comet Restoration Centre, Derby Airfield. El objetivo es que el G-ACSP vuelva a volar con su librea original como Black Magic.

### Reproducciones y réplicas aptas para volar
El N88XD es una réplica volante del Comet a escala real. Construido en 1993 para Thomas W. Wathen de Santa Bárbara, California, por Bill Turner de Repeat Aircraft en el Aeropuerto Flabob en Rubidoux, California, lleva la librea del G-ACSS Grosvenor House.
Una réplica, originalmente iniciada por George Lemay en Canadá, fue adquirida por la Croydon Aircraft Company, con sede en Old Mandeville Airfield, cerca de Gore, Nueva Zelanda, donde actualmente todavía está en construcción.
El G-RCSR es una reproducción del Comet basada en los planos de construcción originales, que Ken Fern está construyendo en paralelo a la restauración del Black Magic en Derby.

## Influencia cultural

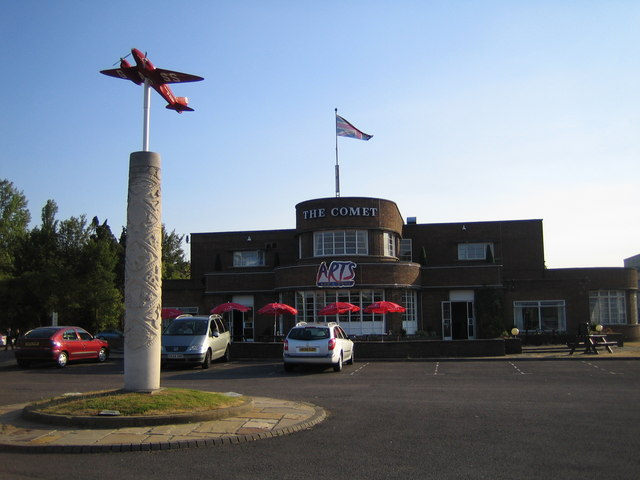
Hotel Comet, Hatfield.

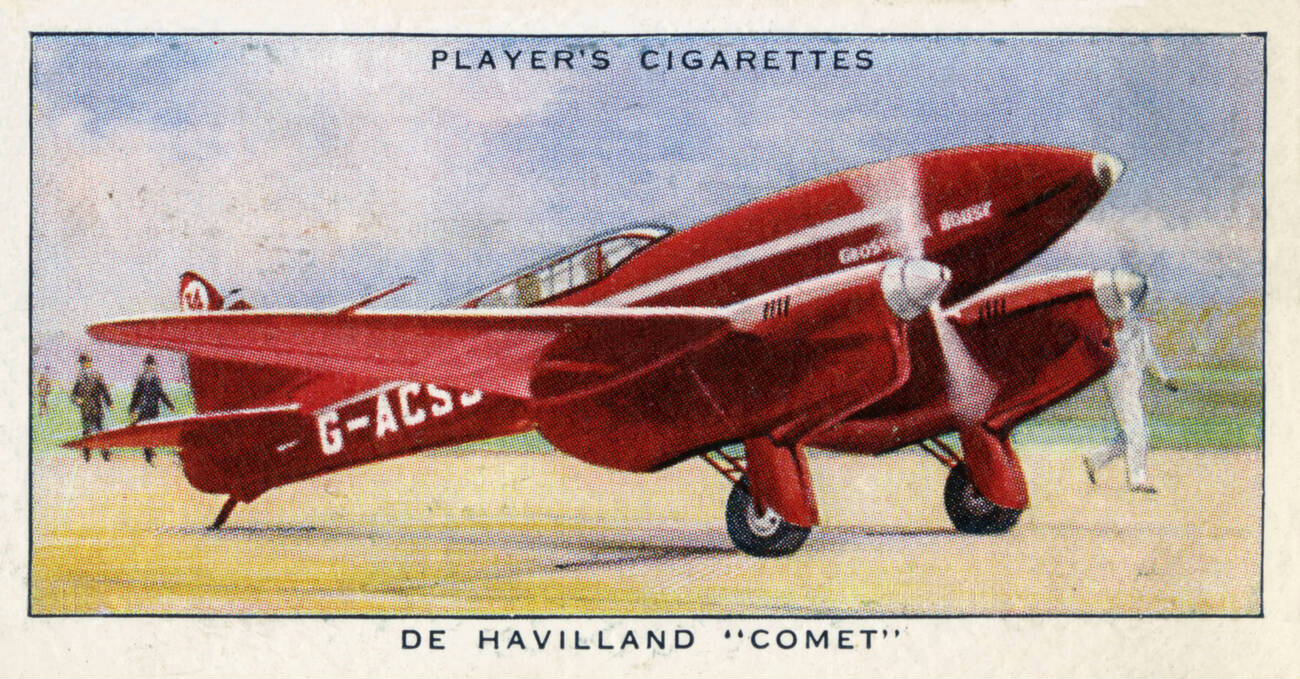
Una tarjeta de cigarrillos con el G-ACSS Grosvenor House.

La carrera aérea MacRobertson fue un acontecimiento de importancia mundial y contribuyó en gran medida a impulsar el diseño de aviones. El triunfo del Comet y su diseño de alta velocidad marcaron un hito en la aviación.
El Hotel Comet, Hatfield, se inició el año anterior a la carrera y fue una de las primeras posadas modernistas de Inglaterra. Ubicado cerca de la fábrica de De Havilland, cuando se terminó recibió el nombre por el Comet Racer. El artista de guerra Eric Kennington recibió el encargo de crear una columna tallada de 2,7 m en su aparcamiento, erigida en 1936. En su parte superior se encuentra montado una famosa maqueta del Comet, actualmente con la librea del Grosvenor House.
Se construyeron réplicas a escala real, pero no volantes, del Grosvenor House y del Black Magic para la dramatización televisiva de dos partes de 1990, Half a World Away, producida en Australia y que también se lanzó en DVD como The Great Air Race. La réplica del G-ACSS podía rodar y desde entonces ha sido restaurada con los colores del G-ACSR y se encuentra en exhibición estática en el Museo de Aeronaves de De Havilland, Salisbury Hall, Reino Unido.

## Especificaciones
Referencia datos: De Havilland Aircraft since 1909,

### Características generales
- Tripulación: Dos
- Longitud: 8,8 m (28,9 ft)
- Envergadura: 13 m (42,7 ft)
- Altura: 3 m (9,8 ft)
- Superficie alar: 19,7 m² (212,5 ft²)
- Perfil alar: RAF 34[45]
- Peso vacío: 1329 kg (2929,1 lb)
- Peso máximo al despegue: 2517 kg (5547,5 lb)
- Planta motriz: 2× motor lineal invertido de 6 cilindros refrigerado por aire De Havilland Gipsy Six R.
  - Potencia: 170 kW (234 HP; 231 CV) cada uno.
- Hélices: Ratier bipala de paso variable de dos posiciones

### Rendimiento
- Velocidad máxima operativa (Vno): 381 km/h (237 MPH; 206 kt)
- Velocidad crucero (Vc): 350 km/h (217 MPH; 189 kt)
- Velocidad de entrada en pérdida (Vs): 119 km/h (74 MPH; 64 kt) [46]
- Alcance: 4707 km (2542 nmi; 2925 mi)
- Techo de vuelo: 5800 m (19 029 ft)
- Régimen de ascenso: 4,6 m/s (906 ft/min)

## Aeronaves relacionadas

### Aeronaves similares
- Caudron Typhon
- Grigorovich E-2

### Secuencias de designación
- Secuencia DH._ (interna de de Havilland): ← DH.85 - DH.86 - DH.87 - DH.88 - DH.89 - DH.90 - DH.91 →